# 富美富美子
富美富美子（日语： Fumi Fumiko，1982年8月18日—），日本漫畫家。女性。出身於奈良縣。O型血。

## 來歷

### 首次亮相
富美富美子在小學時期受到高橋留美子《亂馬½》的影響，立志成為漫畫家。她說，「只有可愛女孩的動畫」和「像《亂馬½》那樣沒有性別差異的漫畫世界觀」拯救了她。
在創作《梅門與森林》大約10年前，她在一家殯儀館擔任了1年的儀式助理。2006年，憑藉4格漫畫獲得第11屆《Kiss》短篇漫畫大獎佳作，首次亮相。

### 「靈感☆漫畫學校」時代
2009年，她以學生身分進入西島大介的靈感☆漫畫學校。在靈感☆漫畫學校的課堂上帶來的手稿引起了一位編輯的注意，於2010年3月號《月刊COMIC RYU》（德間書店）上發表的短篇漫畫《女之幽》作為故事漫畫首次亮相。隔年，其第一本單行本出版，並以同名作品為標題。該作品於隔年《DA VINCI》5月號上以「思想實驗的科幻漫畫」被介紹，成為熱門話題。她被作為漫畫學校最成功的人照顧，並於同年10月5日在池尻大橋2.5D舉行的漫畫學校中期報告活動「HIRA☆MAN 2.5學期」第1部上，她的活躍被「富美富美子首次亮相！令人驚訝的靈感☆煉金術」為主題進行了介紹。
富美從小受家庭影響，對世界累積了怨恨，直到30歲才獨立，她覺得生活很艱難，甚至一度很想尋死。《女之幽》出版後，其工作有所增加，她與父母見面的機會也減少，透過與其他人的接觸，她接觸到了更普遍的思維方式，這一時期是富美本身最大的轉折點。由於富美努力留在漫畫業界，這讓她逐漸有了信心。

### 長期連載開始
2010年，她前往尼泊爾看看是否可以在國外畫漫畫，但她大部分時間都待在飯店房間裡畫漫畫，覺得「不需要在尼泊爾」，然後返回日本。
2011年12月1日，其第一部長篇連載作品《當櫻花盛開的時候》在《POKOPOKO》（太田出版）開始發表。2012年2月，《空色螃蟹》在《comic spica》中作為新連載推出，備受矚目。同年3月停刊的《月刊COMIC RYU》復刊，從復刊的5月號起，將開始連載以偽娘為主題的《我們的無盡》。2013年，與《梅門與森林》一起在《FEEL YOUNG》（祥傳社）中首次連載，該作品描繪了一名在殯儀館工作的女性。同年5月，在新版《Kiss PLUS》上開始連載《人工精靈塔爾帕》，同年7月在《Champion Tap！》（秋田書店）連載《櫻花園》等多部作品。
2013年7月舉辦的「靈感☆漫畫學校」第3學期的第一天，她作為「實際上作為漫畫家活躍的作家」之一的嘉賓參加。
2017年，富美的「半自傳編年史」《愛與詛咒》開始在《yom yom》（新潮社）第45號上連載。她本身就有構想，自從成為漫畫家以來就決心將它發佈到世界上，但她一直在尋找合適的時機來畫這部作品，在畫了《我們的無盡》之後，覺得自己也許現在就能畫出來了。
從2021年3月起，在《COMIC DAYS》（講談社）將推出描寫性別交換的愛情懸疑系列《我們的真人秀》，並在《月刊COMIC RYU》開始連載描寫30多歲前偶像的《我想變回普通的女孩》。

## 風格、人物
押見修造說，富美「闡明性的方式是獨特且非常有趣的」。
當她想不出分鏡時，就在日記中寫道「我喜歡畫漫畫」，這是一種自我暗示。
富美表示，自己不擅長畫男生。她意識到自己只畫「想要擺脫性慾」之類的主題，因為她「畫的是對沒有性慾的狀態的渴望」。

## 作品列表

### 連載
- （《One more Kiss（日语：One more Kiss (雑誌)）》2007年1月號、9月號—2008年1月號、《Kiss》2007年No.3—2010年No.2、《Kiss PLUS》2008年5月號—2011年1月號[28]）
- 《女之》系列（日语：女の穴）[29]（《月刊COMIC RYU》2010年3月號—2010年8月號）—系列短篇[30]。以《女之幽》作為書名推出單行本[3]。2014年被拍成真人電影[31]。
  - 女之幽（《月刊COMIC RYU》2010年3月號[10]）
  - （《月刊COMIC RYU》2010年6月號[32]）
  - （《月刊COMIC RYU》2010年8月號[33]）
  - （《女之幽》的新作品[3][34]）
- 當櫻花盛開的時候（《web連載空間POKOPOKO（日语：ぽこぽこ）》2011年12月1日[13]—2012年5月[35]）
- 空色螃蟹（《comic spica》No.5[19]—No.13[36]）
- 我們的無盡（日语：ぼくらのへんたい）（《月刊COMIC RYU》2012年5月號[20]—2016年2月號）
- 梅門與森林（《FEEL YOUNG》2013年4月號[21]—10月號[37])
- 人工精靈塔爾帕（《Kiss PLUS》2013年5月號[22]—2014年3月號、《Kiss》2014年4月號、11月號[38]）
- 櫻花園（《Champion Tap！（日语：Champion タップ!）》2013年7月11日—2015年8月13日）
- qtμt象限（原作：早若香（日语：さやわか），《月刊BIG GANGAN》2016年8月號—2017年11月號→《LINE漫畫（日语：LINEマンガ）》2017年12月9日[39]—）
- 愛與詛咒（《yom yom》vol.45[25]（2017年8月號）—vol.58[40]（2019年10月號））
- 我想變回普通的女孩（《COMIC RYU》2021年3月19日[11]—）
- 永守君如此專一，讓我很困擾。（原作：早若香，《LINE漫畫》2021年3月22日[41]—）
- 我們的真人秀（《COMIC DAYS（日语：コミックDAYS）》2021年3月31日[42]—2022年12月[43]）

### 短篇
- 2×2×2（《COMIC RYU 選集2011◆SUMMER》，2011年8月[44]）
- （《COMIC RYU 選集2011◆》，2011年10月[16]）
- 我的孩子們（《Quick Japan（日语：Quick Japan）》vol.101[45]，2012年4月）
- （《BOX-AIR》05號，2011年）
- （標題不明）（《BIG GANGAN》2013年Vol.02《香菸選集》[46]）
- （《haruca》Vol.2[47]，2013年3月）
- 皮諾可致敬 真不敢相信！（《月刊Princess（日语：月刊プリンセス）》2013年7月號[48]）—《怪醫黑傑克》40週年企劃致敬漫畫[48]
- （《香菸選集》，2014年3月）
- （《Morning》2014年10號[49]）也刊登在《D Morning》2014年10號上[49]，「1年間，由才華橫溢的作家團隊為每一期繪製一部短篇的企劃」的作品[50]

#### 同人誌發表短篇
- 村田克己54歳（[51]，2012年2月）—的番外篇[來源請求]

### 書籍
- 《女之幽（日语：女の穴）》，德間書店〈RYU COMICS〉，2011年10月1日初版發行（2011年9月13日發售[3]） ISBN 978-4-19-950265-1
- 《當櫻花盛開的時候》，太田出版，2012年11月15日發售[52] ISBN 978-4778321758
- 《空色螃蟹》，幻冬舎〈BIRZ COMICS spica collection〉，2012年12月24日發售[53] ISBN 978-4344826861
  - 《空色螃蟹 新裝版》，幻冬舎〈BIRZ COMICS spica collection〉，2014年7月24日發售[54] ISBN 978-4344831698
- 《梅門與森林》，祥傳社〈FEEL COMICS〉，2013年12月15日初版發行（2013年12月7日發售） ISBN 978-4-396-76593-4
- ，德間書店，2014年2月13日發售 ISBN 978-4-19-950383-2
- 《櫻花園》，秋田書店〈少年Champion Comics Tap！〉，2014年[55]—2015年[56]，全2冊
  1. 2014年9月8日發售[55] ISBN 978-4-253-13061-5
  2. 2015年11月6日發售[56] ISBN 978-4-253-13062-2
- ，講談社〈KC Deluxe〉，2014年10月10日發售[28] ISBN 978-4-06-337802-3
- 《人工精靈塔爾帕》，講談社〈KC Deluxe〉，2014年10月10日發售[38] ISBN 978-4-06-337801-6
- 《我們的無盡（日语：ぼくらのへんたい）》，德間書店，2012年[57]—2016年，全10冊
- 《qtμt象限》，原作：早若香，全3冊 史克威爾艾尼克斯→LINE COMICS，全5冊
- 《牧師與我的女朋友》，集英社，2015年1月23日發售 ISBN 978-4-08-845343-9
- ，libre（日语：リブレ (企業)）〈BE×BOY COMICS DELUXE〉，2017年2月10日發售 ISBN 978-4799732335
- 《愛與詛咒》，新潮社〈BUNCH COMICS（日语：BUNCH COMICS）〉，全3冊
- 《我們的真人秀》，講談社〈Morning KC〉2021年[5]—2022年[43]，全2冊
- 《我想變回普通的女孩》德間書店〈RYU COMICS〉，2021年[58]—，已出版7冊（截至2024年5月13日）
- 《永守君如此專一，讓我很困擾。》，原作：早若香[59]，全3冊

### 插畫、插圖
- （2013年12月，日本評論社（日语：日本評論社））—封面插圖，單行本
  - （2016年12月，筑摩書房）—封面插圖，文庫
- （著：步祐作，2014年5月4日發售[60]，講談社）—插圖
- 《女子的生活》（2016年8月、新潮社）—封面插圖（裝幀與石川絢士合作）、插畫（連載時）

### 其它
- 《《Eureka（日语：ユリイカ (雑誌)）》2011年7月臨時增刊號 總特集=涼宮春日的Eureka！》（青土社）—插圖[61]
- 第5冊限定版附屬同人誌（2011年6月）—為「作家朋友講述的」企劃作貢獻[62]
- 《VOCALOID Plus vol.2》（2011年12月，德間書店）—單頁漫畫
- 《COMIC RYU新春特別版【紅組】》（2011年12月，德間書店）—投稿「尼泊爾之旅」、「重返尼泊爾」[63]
- 《轉吧！企鵝罐 絕佳選集》（2012年3月[64]，幻冬舎）—4格漫畫
- 《FEEL YOUNG》（2012年4月號）—來賓書架介紹單元「我的書架」[65]
- 《夏雪之約 動畫&原作公式指南》（2012年7月，祥傳社）—插圖和訊息[66]
- 曾我部惠一（日语：曽我部恵一）《馬戲團》（2012年7月）—CD封套插圖[67]
- 《FEEL YOUNG》（2012年11月號）—隨筆單元「漫畫家米飯日誌」[68]
- 西島大介《Young, Alive, in Love》（2012年10月10日發售[69]）—單行本附加漫畫、帶評論
- 《月刊Comic Beam》（2012年12月號）—《放浪男孩》流浪子10週年特別致敬插圖[70]
- 《comic spica》（No.14，2012年11月）—出版紀念特集，富美富美子訪談手塚治虫前編輯伊藤嘉彥[71]
- 《Kiss》（2012年22號）—隨筆單元「溺愛語」
- 《Quick Japan（日语：Quick Japan）》（vol104，2012年）—對談
- 《comic spica》（No.16，2013年1月）—貢獻一篇關於愛貓的隨筆漫畫[72]
- 《五星物語 TRACER Ex.2》（2013年3月）—貢獻[73]
- 《季刊S》（2013年7月號）—參與「漫畫家使用的美術材料調查」[74]
- 《Eureka（日语：ユリイカ (雑誌)）》（2013年7月号）—封面插圖[75]
- 《魔法少女小圓 漫畫選集》第4冊（2013年7月[76]）—漫畫
- 大島薰（2017年12月，寶島社）—擔任作畫
-  第1回—第4回（2022年2月27日—3月21日，NHK綜合）—出演、接力形式漫畫製作[77]

## 相關人物
曾我部惠一
音樂家。他在拍攝宣傳影片時在書店拿起了單行本《女之幽》，之後就成為了富美富美子的粉絲。為了紀念富美為《馬戲團》繪製封套插圖，2012年9月號的《月刊COMIC RYU》上刊登了一段對話。

## 相關項目
- 島戶莉瑠
- 谷川尼可
- 西島大介

## 外部連結
- 富美富美子的X（前Twitter） （日語）